# カレー (ギリシア神話)
カレー（古希: Καλη, Kalē, Καλλε, Callē, 「美女(Beauty)」の意）は、ギリシア神話に登場する美と優雅を司る女神、カリスたち（カリテス）の1柱。また別名で「カリス」（古希: Χάρις, Charis）や「カレーイス」（古希: Καλλεις, Calleis）とも呼ばれる。日本語では長母音記号を省略しカレともいう。
木星の第37衛星カレの由来である。
ヘーシオドスの挙げるアグライアー、エウプロシュネー、タレイアの「三美神」には含まれないが、一部にはパーシテアー、カレー、エウプロシュネーの3柱を「三美神」とする説もある。
ホメーロスの長編叙事詩『イーリアス』では別名「カリス」とも呼ばれ、鍛冶の神・ヘーパイストスの妻とされる。普段はヘーシオドスの挙げるアグライアーと同一視された。
紀元前1世紀のニュッサ出身の修辞学者・ソーストラトス(Sostratus)によればアプロディーテーと三美神・カリスたち（その名はパーシテアー、カレー、エウプロシュネー）との間に、美しさを巡って争いが起こった。判定人を担当していた盲目の予言者・テイレシアースがヘーパイストスの妻・カレーを一番美しいと判定した。この結果にアプロディーテーが怒り出し、テイレシアースを老女に変身させた。その返礼にカレーがテイレシアースに美しい長髪を与えたり、クレーテー島へ連れて行ったりした。
その名は古典ギリシア語で「美女」という意味であるため、一般的な形容としてよく使われる言葉である。